# Студёно-Яблоновка
Студёно-Яблоновка — село в Городищенском районе Волгоградской области России, в составе Краснопахаревского сельского поселения. Простонародное название - Ежовка.
Основано в 1873 году
Население — 258 чел. (2010).

## История
Образовано в 1873 году из нижних отставных чинов, переселённых в основном из села Новой Студёновки Сердобского уезда Саратовской губернии. Земельный надел был отведён из казённого участка Яблоновский, вследствие чего село получило двойное название Студёно-Яблоновка. Село относилось к Отрадинской волости Царицынского уезда Саратовской губернии. По состоянию на 1894 год земельный надел составлял 1455 десятин, население составляли великороссы, православные. В поселении имелись 2 ветряные мельницы и 1 винная лавка.
В 1919 году в составе Царицынского уезда включено в состав Царицынской губернии. В 1928 году село вошло в состав Сталинградского района Сталинградского округа Нижне-Волжского края (с 1934 года — Сталинградский край). В 1935 году село включено в состав Песчанского района (с 1938 года — Городищенский район) Сталинградского края (с 1936 года — Сталинградской области, с 1961 года — Волгоградская область). В 1953 году Песчаный и Студёно-Яблоновский сельсоветы объединены в один Песчанский поссовет с центром в селе Песчанка. В 1957 году посёлок Студёно-Яблоневский был передан в административно-территориальное подчинение Россошинскому сельсовету. C 1963 по 1977 год село в составе Россошанского сельсовета относилось к Калачёвскому району. В 1986 году передано в состав Краснопахаревского сельсовета.

## География
Село расположено на юго-востоке Городищенского района в степной зоне в пределах Приволжской возвышенности, относящейся к Восточно-Европейской равнине, на реке Царице (Пионерке). Рельеф местности холмисто-равнинный, осложнён балками и оврагами. Центр села расположен на высоте около 70 метров над уровнем моря. Севернее села возвышается гора Бандурина (149,4 метра над уровнем моря). Почвы — каштановые солонцеватые и солончаковые. По южной стороне долины Царицы имеются выходы песков.
К селу имеется подъезд от федеральной автодороги А260. По автомобильным дорогам расстояние до центра Волгограда составляет 15 км, до районного центра посёлка Городище — 22 км, до административного центра сельского поселения хутора Красный Пахарь — 40 км.
Часовой пояс
Студёно-Яблоновка, как и вся Волгоградская область, находится в часовой зоне МСК (московское время). Смещение применяемого времени относительно UTC составляет +3:00.

## Население
| 1882 | 1894 | 1911 | 1987 | 2002 |
| ---- | ---- | ---- | ---- | ---- |
| 43   | 252  | 348  | ≈310 | 249  |

| 2010 |
| ---- |
| 258  |